# Tehelné pole
Tehelné Pole je nogometni stadion u Bratislavi, koji ime nosi po istoimenom dijelu grada. Tehelné Pole je bio službeni stadion slovačke nogometne reprezentacije do 2009. godine. Ujedno to je i stadion nogometnog kluba ŠK Slovan Bratislava. Kapacitet stadiona je 30.085 gledatelja.

## Povijest
Izgradnja stadiona započela je 1939. i u potpunosti je završena je 1944. Međutim, stadion je otvoren u rujnu 1940. Prva službena utakmica odigrana je 27. listopada 1940. na utakmici domaćeg Slovana i berlinske Herthe. Utakmica je završila rezultatom 2:2.
Stadion je ujedno u prošlosti koristila reprezentacija Čehoslovačke. U to vrijeme stadion Tehelné Pole bio je veličinom drugi stadion u Čehoslovačkoj, nakon stadiona Strahov.
Tokom sezone 2005/06, stadion Tehelné Pole bio je domaći stadion nogometnom klubu Artmedia koji je u to vrijeme nastupao u Ligi prvaka i Kupu UEFA. Naime, jer Artmedijin stadion nije ispunjavao UEFA-ine uvjete, korišten je "zamjenski" stadion u Bratislavi.